# منتخب لبنان لكرة القدم
منتخب لبنان لكرة القدم الذي يشرف عليه الاتحاد اللبناني لكرة القدم (LFA)- هو المنتخب الذي يمثل لبنان في كرة القدم منذ إنشائه عام 1933، يخضع الفريق للاتحاد الآسيوي لكرة القدم (AFC) والاتحاد الدولي لكرة القدم (FIFA).
حتى عام 2019 لم يتأهل منتخب لبنان مطلقًا لمنافسة كبرى خلال التصفيات (بالرغم من استضافة لبنان لكأس آسيا 2000)، إلا أن المنتخب وصل إلى المراحل الرئيسية خلال التصفيات لكأس آسيا 2019، ويعد ملعب المنتخب البناني الرئيسى هو ملعب مدينة كميل شمعون الرياضية في بيروت لكنه يلعب أيضًا في الملاعب الأخرى مثل ملعب صيدا الدولي في صيدا.
وفي عام 1935 لعب المنتخب اللبناني أول مباراة له ضد الجانب الروماني (T.A.C) لكنها لم تكن معتمدة من الفيفا، ولعبت أول مباراة للبنان معتمدة من الفيفا عام 1940 ضد منتخب فلسطين الانتدابية لكرة القدم.
وأثناء حملة التصفيات لكأس العالم 2014 وصل الفريق اللبناني للدورة الرابعة ليتأهل للمرة الأولى بنصر 2-1 ضد كوريا الجنوبية على أرضه وذلك عام 2011 لكنه فشل أن يتأهل لكأس العالم 2014 بأن أصبح الأخير في المجموعة.
وفي كأس آسيا 2019 كان لبنان على وشك هزيمة خصمه، ومع ذلك فقد خسر أمام فيتنام في المرتبة الثالثة على حكم اللعب النظيف وخرجوا من المنافسة، يتنافس لبنان أيضًا في بطولة اتحاد غرب آسيا لكرة القدم وكأس الأمم العربية ودورة الألعاب العربية، وقد احتل المركز الثالث مرة واحدة في الأمم العربية ومرتين في دورة الألعاب العربية وفي الثلاث كانت لبنان هي الدولة المستضيفة.
يُعرف المنتخب اللبناني باسم «الأرز» (رجال الأرز) من قبل المعجبين ووسائل الإعلام استيحاءً من رمزهم الوطني، وطقم المنتخب الأساسي أحمر على أرضه وبالخارج أبيض للإشارة إلى علمهم الوطني، وبعد الانخفاض المستمر في تصنيف الفيفا من 1998 إلى 2016 قفز لبنان 66 مكانًا (من 147 في 2016 إلى 81 في 2018) ووصل إلى أعلى تصنيف حتى الآن -السابع والسبعين- في سبتمبر 2018، جاء هذا بعد سلسلة 15 مباراة لم يهزم فيها من 24 مارس 2016 إلى 11 أكتوبر 2018 حيث فاز لبنان بثماني مباريات وتعادل في سبع.

## تاريخ

### 1933-1957: البداية
كان لبنان من أوائل دول الشرق الأوسط التي انشأت هيئة إدارية لكرة القدم. في الثاني والعشرين من شهر مارس عام 1933 تجمع ممثلي ثلاث عشرة جمعية في مدينة مينا الحسن وذلك لتشكيل الاتحاد اللبناني لكرة القدم (LFA). وترأسه حسين سجعان،  وقد انضم إلى الاتحاد الدولي لكرة القدم عام 1935. وانضم للاتحاد الآسيوي لكرة القدم عام 1964.
في 3 فبراير 1934، تم استدعاء 22 لاعبًا من بيروت إلى مخيم تدريبي أقامه الاتحاد اللبناني لكرة القدم في ضوء مباراة ودية ضد الفريق الروماني تيميشوارا (TAC)؛ قُسم اللاعبين إلى فريقين، ولعبوا ضد بعضهم البعض في ملعب الجامعة الأمريكية في بيروت (AUB).  وكان من المقرر إقامة المباراة ضد الفريق الروماني في 18 فبراير، لكنها الغيت بعد خلافات مالية بين الاتحاد اللبناني والجامعة الأميركية في بيروت التي نظمت اللقاء.  لاحقًا لعب فريق بيروت ضد الفريق الروماني في 21 نوفمبر 1935 في ملعب الجامعة الأمريكية في بيروت،  وخسر بنتيجة 3-0. في 1939 لعب فريق بيروت الحادي عشر مباراته الأولى ضد فريق دمشق السوري على ملعب حبيب أبو شهلا؛ وانتهت المباراة بخسارة 5-4. ولعب الفريقان 16 مباراة غير رسمية حتى عام 1963، فازوا في سبع وتعادلوا في اثنتين وخسروا سبع مباريات.

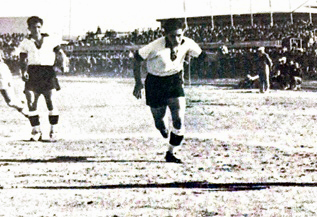
المهاجم اللبناني كميل قرداحي خلال مباراة عام 1940 ضد فلسطين الانتدابية

لعب المنتخب الوطني المباراة الرسمية الأولى في الفيفا ضد فلسطين الانتدابية بخسارة 5-1 في 27 أبريل 1940. وسجل كميل قرداحي بمساعدة محيي الدين جارودي هدفا للبنان في الشوط الثاني ليصبح أول هداف دولي رسمي لفريقه.  ولعب المنتخب أول مباراة رسمية له ضد سوريا في 19 أبريل 1942 في بيروت؛ وكان المدرب عابد طرابلسي، وفيها خسر بنتيجة 2-1 لصالح سوريا. في عام 1947 لعب لبنان مباراتين وديتين أخريين ضد سوريا خسرهما بنتيجة 4-1 في بيروت يوم 4 مايو،  و1-0 في حلب في 18 مايو.
في أوائل الخمسينيات من القرن الماضي، درب لبنان فينزينز ديتريش وليوبيشا بروتشيتش،  وبين عامي 1953 و1956 لعب الفريق خمس مباريات رسمية، والأهم منها تسجيل ضيافة المجر في عام 1956. خسر لبنان المباراة 4-1، مع تسجيل اللاعب المجري فيرينك بوشكاش هدفين في مرمى لبنان. ل
كما لعب الفريق مباريات غير رسمية ضد أندية أوروبية رفيعة المستوى مثل دينامو موسكو ولايبزيغ وسبارتاك ترنافا في عام 1957،  كما لعب لبنان في نفس العام في مباراة الافتتاحية في ملعب مدينة كميل شمعون أمام إنرجيا فلاشارا بلويشتي. ونتهت المباراة بنتيجة 1-0 لصالح لبنان بفضل هدف أحرزه جوزيف أبو مراد.

### 1957-1989: التاريخ المبكر والبطولات الأولى
من 19 إلى 27 أكتوبر 1957 استضاف لبنان النسخة الثانية من دورة الألعاب العربية، وتم وضعه في المجموعة التي تضم المملكة العربية السعودية وسوريا والأردن في مراحل المجموعات. بعد تعادلين مرتين 1–1 ضد السعودية وسوريا، هزم لبنان الأردن 6–3 بفضل هدفين من جوزيف أبو مراد ومارديك تشاباريان، وهدف واحد لكل من روبرت شحادة وليفون ألتونيان؛ مما جعلهم في المركز الأول في مجموعتهم. وفي الدور نصف النهائي، خسر لبنان 4-2 أمام تونس. لكنهم احتلوا المركز الثالث بعد انسحاب المغرب من مباراة تحديد المركز الثالث.

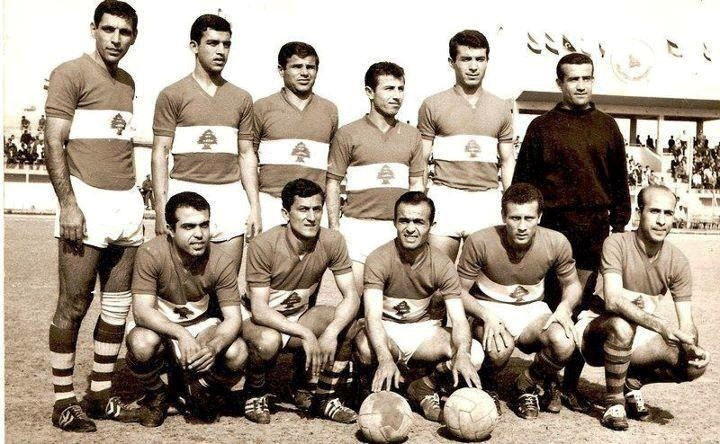
لبنان في كأس العرب 1966

عُين جوزيف نالبانديان مدرباً للمنتخب الوطني عام 1958. وكان أحد أكثر المدربين نجاحًا في لبنان، حيث فاز بتسعة من أصل الـ26 مباراة رسمية خلال فترة ولايته التي استمرت 11 عامًا. تحت قيادة نالباديان، استضاف لبنان ألعاب البحر الأبيض المتوسط عام 1959.  وجاء ترتيبه في المركز الأخير في المجموعة، بعد أربع هزائم أمام الفريق الإيطالي الثاني والفريق التركي الثاني.
استضاف لبنان النسخة الافتتاحية من كأس العرب في عام 1963، وكان في مجموعة تضم تونس وسوريا والكويت والأردن. فازوا بمباراتهم الأولى ضد الكويت 6-0 بفضل ثلاثية تشاباريان. وبعد فوز آخر أمام الأردن وخسارتين أمام سوريا وتونس، احتل لبنان المركز الثالث في البطولة. وفي نسخة 1966 أوقعت القرعة لبنان مع العراق والأردن والكويت والبحرين في المجموعة الأولى، وبعد ثلاثة انتصارات وتعادل، تأهل المنتخب إلى الدور نصف النهائي ضد سوريا حيث خسروا 1-0. وفي مباراة تحديد المركز الثالث خسر لبنان 6-1 أمام ليبيا ليحتل المركز الرابع. كما شارك لبنان أيضًا في بطولة معرض طرابلس عام 1964؛ في مجموعة تضم ليبيا والسودان والمغرب ومالطا احتلوا المركز الأول برصيد سبع نقاط.
بعد انضمامه إلى الاتحاد الآسيوي لكرة القدم (AFC) في عام 1964،  كانت أول مشاركة للبنان في تصفيات كأس آسيا في عام 1971، بقيادة جوزيف أبو مراد. وفي الجولة الأولى خسروا أمام الكويت المضيفة 1–0، لكنهم هزموا جارتهم سوريا 3–2 ليتأهلوا إلى الجولة التالية. وفي مباراة نصف النهائي الحاسمة ضد العراق، خسر لبنان 4-1 وتم إقصائه من الكأس.
على الرغم من الحرب الأهلية في البلاد، شارك لبنان في تصفيات كأس آسيا 1980 التي أقيمت في أبو ظبي؛ احتل الفريق المركز الثالث في مجموعته بفوز واحد وتعادل واحد وهزيمة واحدة وخرج من البطولة. شارك لبنان أيضًا في تصفيات كأس العالم لكرة القدم 1986؛ ومع ذلك، بعد لعب أربع مباريات، انسحب لبنان وتم إلغاء نتائجهم. في كأس العرب 1988، أوقعت القرعة لبنان مع مصر والعراق وتونس والسعودية. احتلوا المركز الثالث في مجموعتهم بفوز واحد وتعادلين وهزيمة واحدة.

### 1993–2004: ما بعد الحرب الأهلية ومضيفو كأس آسيا

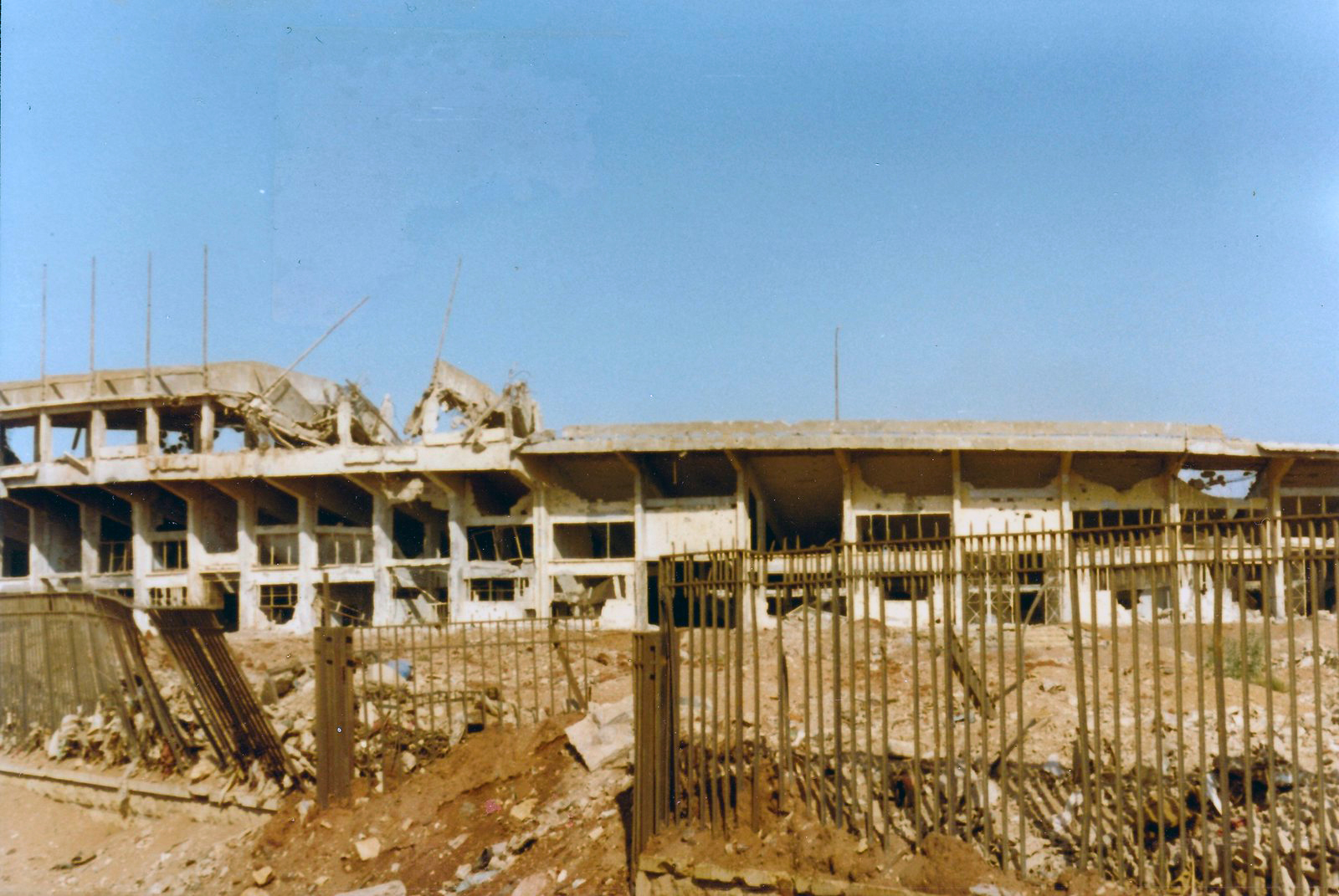
ملعب مدينة كميل شمعون الرياضية عام 1982؛ تم تدميره خلال الحرب الأهلية اللبنانية.

في عام 1993 لعب لبنان حملته التأهيلية الأولى بعد الحرب الأهلية، في تصفيات كأس العالم لكرة القدم 1994، بقيادة عدنان الشرقي مدرب المنتخب.  كانت الفجوة البالغة 57 عامًا بين تاريخ الانضمام إلى الفيفا في 1936 وأول مشاركة كاملة في تصفيات كأس العالم 1993 هي الأعلى إلى أن تجاوزتها الفلبين بعد ثلاث سنوات بفارق 68 عامًا.  وبعد فوزين وخسارتين وأربعة تعادلات، احتل لبنان المركز الثالث في مجموعته وتم استبعاده. وبقيادة تيري يورات أول مدير أجنبي للفريق منذ الحرب، بدأ لبنان مشاركته الأولى بعد الحرب للتأهل إلى كأس آسيا 1996. على الرغم من فوزه مرتين على تركمانستان وخسارة واحدة فقط (على أرضه أمام الكويت)، تم إقصاء لبنان من المنافسة بفارق نقطة واحدة مع الكويت (متصدر المجموعة).
ساعد يورات لبنان في الحصول على 10 مراكز في تصنيف الفيفا العالمي بفضل التعادل 3-3 مع جمهورية التشيك والفوز 1-0 على الأردن، لعبت كلتا المباراتين الوديتين في فبراير 1997  وبفضل أدائهم حصل لبنان على جائزة فريق الشهر الآسيوي في فبراير. تم وضع لبنان في مجموعة ضمت الكويت وسنغافورة في تصفيات كأس العالم 1998، التي أقيمت بين أبريل ويونيو 1997  وبقيادة يوراث تم إقصاء المنتخب بأربع نقاط فقط. وعلى الرغم من إقصاء الفريق فقد كان المدير الفني الويلزي من أكثر مدربي الفريق نجاحًا، حيث فاز بنحو 13 من 31 مباراة رسمية خلال فترة عمله التي استمرت عامين.
استضاف لبنان كأس آسيا 2000، على الرغم من مخاوف الفيفا بشأن ظروف الملعب. وبقيادة المدرب الكرواتي جوسيب سكوبلار وقع لبنان بقيادة جمال طه،  في المجموعة الأولى مع إيران والعراق وتايلاند. ومن بين اللاعبين الـ 23 الذين تم استدعاؤهم للبطولة كان خمسة منهم برازيليون من أصل لبناني. لعب لبنان أول مباراة له في كأس آسيا ضد إيران في 12 أكتوبر 2000 على ملعب مدينة كميل شمعون الرياضية بحضور 52,418 متفرج. تلقى المنتخب هدف واحد في الشوط الأول، تلاه ثلاثة أهداف في الشوط الثاني لينهي مباراته الأولى في دور المجموعات بهزيمة 4-0. وفي المباراة الثانية أمام العراق سجل هدفان في أول 22 دقيقة ليمنح الفريق المنافس تقدماً مريحاً. ومع ذلك سدد عباس شحرور هدف لبنان الأول في المنافسة من مسافة طويلة في الدقيقة 28، وسدد موسى حجيج الهدف الثاني في الدقيقة 76 وحصل لبنان على أول نقطة له في المسابقة. لعب لبنان مع تايلاند في المباراة النهائية لدور المجموعات. ومع تقدم الفريق المنافس في الدقيقة 58، سجل لويس فرنانديز هدف التعادل لتنتهي المباراة بنتيجة 1–1. واحتل المركز الأخير في المجموعة برصيد نقطتين فقط.
تحت قيادة ثيو بوكر تعادل لبنان مع باكستان وسريلانكا وتايلاند في الجولة الأولى من تصفيات كأس العالم 2002. وبهجوم جيد من رضا عنتر، وهيثم زين، ووارطان غازاريان، وجيلبرتو دوس سانتوس احتل المركز الثاني في مجموعته برصيد 26 هدف في ست مباريات وكان الأكثر تهديفًا في مجموعته.
في تصفيات كأس آسيا 2004 تعادل لبنان في المجموعة الرابعة ، بقيادة ريتشارد تاردي، وقبل المباراة خارج أرضه أمام كوريا الشمالية، وقيل أن الفريق اللبناني تعرض لمعاملة سيئة؛ كانت ظروف الفندق سيئة وكان ملعب التدريب الخاص بهم يحتوي على الماعز والأغنام. واحتل لبنان المركز الثالث في مجموعته برصيد أربع نقاط. في الجولة الثانية من التصفيات المؤهلة لكأس العالم 2006، وقع لبنان في مجموعة مع كوريا الجنوبية وفيتنام وجزر المالديف. وقيادة محمود حمود احتلوا المركز الثاني في مجموعتهم وتم إقصائهم.

### 2006–2014: الجولة النهائية من تصفيات كأس العالم والتلاعب بنتائج المباريات
لعب لبنان في المجموعة د في تصفيات كأس آسيا 2007 مع أستراليا والبحرين والكويت،  عاد اللاعب الأسترالي من أصل لبناني بادي فرح إلى المنتخب اللبناني قبل اللقاء المقرر بين أستراليا ولبنان.  قبل مباراة لبنان مع البحرين في 16 أغسطس، أعلن في 1 أغسطس أن الاتحاد الآسيوي لكرة القدم قد قبل طلباً للانسحاب من اتحاد لبنان لكرة القدم بسبب حرب لبنان 2006، التي دفعت عدداً من اللاعبين للمغادرة من بيوتهم لتجنب الحرب.  في عام 2007، تم تصنيف لبنان في المرحلة الأولى من التصفيات المؤهلة لكأس العالم 2010، حيث واجهوا الهند وتأهلوا مباشرة إلى المرحلة الثالثة من التصفيات. وفاز لبنان بنتيجة 6–3 في مجموع المباراتين وتأهل إلى الدور الثالث بهدفين سجلهما محمد غدار في المباراة الثانية. واحتل لبنان المركز الأخير بدون نقاط في المجموعة التي ضمت السعودية وسنغافورة وأوزبكستان. 
في أبريل 2008، لعب لبنان وجزر المالديف (الفريقان الأقل تصنيفًا في آسيا)   مباريات الذهاب والإياب في تصفيات لكأس آسيا 2011، حيث ينتقل الفائز إلى الجولة التالية. وفاز بنتيجة 4-0 على أرضه وبنتيجة 2-1 في مباراة الذهاب وتأهل إلى الدور التمهيدي. بين عامي 2009 و2010 لعب لبنان في المجموعة الرابعة مع الصين وسوريا وفيتنام، وأحرز المركز الأخير.  أُعيد تعيين إميل رستم مدربًا رئيسيًا للمنتخب في نوفمبر 2008، وقاد لبنان إلى المرحلة الثانية من تصفيات كأس العالم 2014. وتصدى المنتخب لبنجلاديش، وفاز بنتيجة 4-0 في بيروت في 23 يوليو 2011، وخسر 2-0 في دكا بعد خمسة أيام. وتقدم لبنان إلى المرحلة الثالثة في مجموعة مع كوريا الجنوبية والكويت والإمارات. وترك المدرب رستم التدريب خلال أقل من أسبوع بسبب مشاكل إدارية داخلية. 
في 4 في أغسطس 2011، أعيد تعيين المدرب السابق ثيو بوكر مدربًا لمنتخب لبنان. بعد تسع سنوات من تركه، وبدأ لبنان الجولة الثالثة بخسارة 6-0 خارج أرضه أمام كوريا الجنوبية. وفي المباراة الثانية عادوا من خسارة واحدة ليفوزوا على الإمارات 3-1 على أرضهم.  ثم تعادل الفريق مع الكويت 2–2 في بيروت في 11 اكتوبر.  ولأول مرة منذ عام 2005 منع الاتحاد اللبناني لكرة القدم المشجعين من دخول الملاعب بسبب مشاكل سلوكية، وسُمح للمتفرجين (32 ألف متفرج) بالتواجد في ملعب مدينة كميل شمعون الرياضية.  وشكل سلوك المشجعين السيئ بشكل أساسي بالألعاب النارية مشكلة مرة أخرى أمام الكويت، مجبرًا الحكم ماساكي توما على إيقاف المباراة عدة مرات.  وفي الشهر التالي هزم لبنان الكويت 1-0 في مدينة الكويت؛  وكانت أول خسارة للكويت على أرضها أمام لبنان. 
في 15 في نوفمبر، استضاف لبنان كوريا الجنوبية في ملعب مدينة كميل شمعون الرياضية في بيروت أمام أكثر من 40 ألف متفرج. وسدد علي السعدي هدفًا بعد مرور أربع دقائق، لكن كوريا الجنوبية عادلت النتيجة من ركلة جزاء. واستعاد لبنان الصدارة في الدقيقة 30 بركلة جزاء سددها عباس علي عطوي، وانتهت المباراة بالفوز بنتيجة 2-1. وأدى فوز لبنان الأول على الإطلاق على كوريا الجنوبية إلى تأهله إلى المرحلة الرابعة والأخيرة من تصفيات كأس العالم للمرة الأولى.

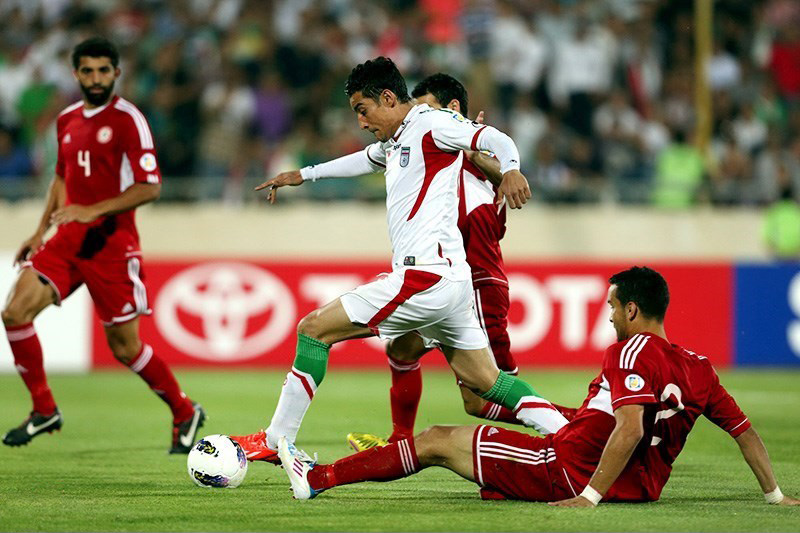
لبنان ضد إيران في تصفيات كأس العالم 2014

في 2012 شارك لبنان في المجموعة الأولى مع كوريا الجنوبية وأوزبكستان وإيران وقطر.  وفي مباراة لبنان الرابعة في 11 سبتمبر ضد إيران، سدد رضا عنتر هدفًا في الشوط الأول بضربة رأس. وحافظوا على الصدارة وفازوا بنتيجة 1-0. وكانت النقاط الثلاث حاسمة للبقاء في المنافسة للحصول على مكان في كأس العالم 2014.
وفي 26 فبراير 2013، تورط أعضاء الفريق رامز ديوب ومحمود العلي في فضيحة التلاعب بنتائج المباريات اللبنانية 2013؛ وقد اتُهموا بالمراهنة غير القانونية على عدة مباريات شاركت فيها منتخبات لبنانية (بما في ذلك المنتخب الوطني)، بالإضافة إلى التلاعب بالنتائج.  وتم تغريم اللاعبين 15 ألف دولار وإيقافهم من الاتحاد اللبناني لكرة القدم مدى الحياة. كانت هزيمة لبنان 1-0 أمام قطر جزءًا من الفضيحة حيث مرر ديوب الكرة عمدًا إلى المهاجم القطري الذي سجل الهدف الوحيد في المباراة.  ثم خسر المنتخب اللبناني أمام أوزبكستان 1-0 خارج أرضه.  وفي المباراة التالية استضافوا كوريا الجنوبية في بيروت وتقدموا بنتيجة 1-0، حتى سجلت كوريا الجنوبية هدف التعادل في الدقيقة 97 دقيقة.
في عام 2013 شارك الفريق في المجموعة الثانية مع إيران وتايلاند والكويت في تصفيات كأس آسيا 2015. وبعد الخسارة 5-0 أمام إيران، والفوز 5-2 على تايلاند، حل جوزيبي جيانيني محل ثيو بوكر كمدرب رئيسي.  وفي الجولة الثالثة من مباراة جيانيني الأولى سجل محمد غدار هدف التعادل أمام الكويت في بيروت ليحصل لبنان على نقطة. وأنهى لبنان التصفيات في المركز الثالث في مجموعته، بفوزين وتعادلين وخسارتين. وتعادل لبنان والصين في النقاط في ترتيب الفرق صاحبة المركز الثالث. ومع ذلك فقد كان لدى الصين فارق أهداف أفضل وتأهلت إلى البطولة النهائية.
بعد محاولة فاشلة للتأهل لكأس آسيا 2015 في أستراليا، قرر الاتحاد اللبناني لكرة القدم تحديث الفريق الوطني في عام 2014 من خلال تشبيهه بالفريق الوطني البلجيكي (بشكل خاص بعد نجاح بلجيكا في كأس العالم لكرة القدم في البرازيل 2014). وكان من المتوقع أن تؤدي دعوة لاعبين جدد من دول ذات جالية لبنانية كبيرة (مثل الولايات المتحدة وألمانيا والدنمارك والنرويج) إلى ولادة جديدة لكرة القدم اللبنانية. وفي 8 سبتمبر 2014 لعب لبنان مباراة غير رسمية ضد المنتخب الأولمبي البرازيلي في الدوحة للمرة الأولى وانتهت المباراة بالتعادل 2-2. سجل حسن معتوق هدفاً كان سيمنح لبنان التقدم 3-1، لكن الهدف تم إلغاءه بشكل غير صحيح بداعي التسلل. وتم احتساب هدف التعادل للبرازيل بالخطأ. وأثارت المباراة حماسة الشعب اللبناني رغم سوء التحكيم. بعد خسارة لبنان 5-0 خارج أرضه أمام قطر بعد شهر،  تم طرد جوزيبي جيانيني. 

### 2015–2019: أول تصفيات لكأس آسيا

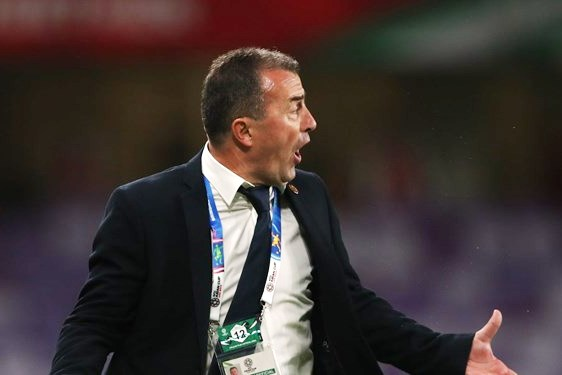
درب رادولوفيتش منتخب لبنان بين عامي 2015 و2019.

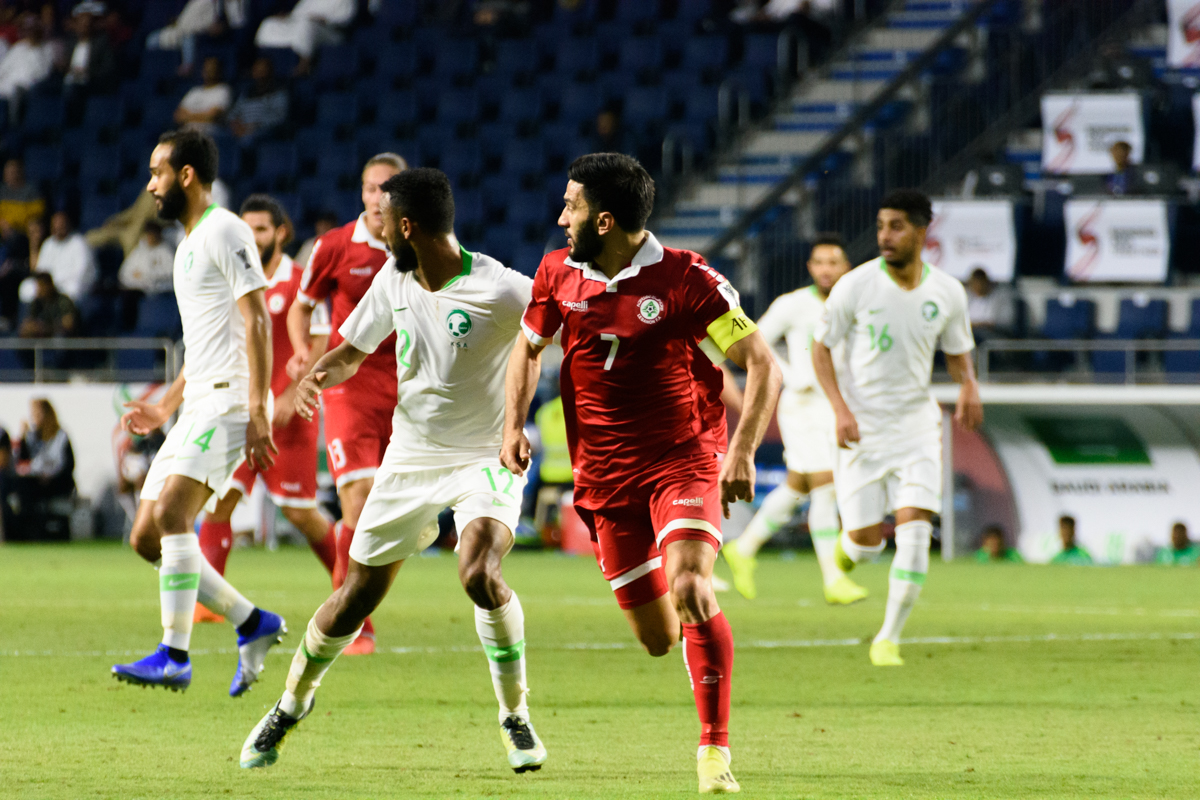
لبنان خلال مباراة مرحلة المجموعات في كأس آسيا 2019 ضد السعودية

عُين ميودراغ رادولوفيتش مدربًا للفريق في عام 2015،  وقاد لبنان في تصفيات كأس العالم 2018، التي أقيمت بين يونيو 2015 ومارس 2016. وضع الفريق في مجموعة تشمل وصيفة آسيا كوريا الجنوبية والكويت وميانمار ولاوس،  وكانت هذه المرة الثانية التي يواجه فيها لبنان كوريا الجنوبية والكويت في تصفيات كأس العالم. احتل لبنان المركز الثاني في المجموعة، وعلى الرغم من إقصائه من كأس العالم فقد تأهل إلى المرحلة الثالثة من تصفيات كأس آسيا 2019، التي أقيمت بين مارس 2017 ومارس 2018 
وضعت قرعة كأس آسيا لبنان في المجموعة الثانية مع كوريا الشمالية وهونغ كونغ وماليزيا. وتصدر لبنان المجموعة بخمسة انتصارات وتعادل، مُتأهلًا للكأس للمرة الأولى (بعد التأهل كمضيف في عام 2000، وهي المشاركة السابقة الوحيدة للبلاد). كان حسن معتوق - الذي خلف عنتر كقائد للفريق عام 2016 - مفتاح نجاح لبنان،  حيث سجل خمسة أهداف في ست مباريات.  وعلى الرغم من عدم تأهل الفريق لكأس العالم 2018، فقد ساعد لبنان في الوصول إلى أول كأس آسيا له على الإطلاق من خلال التأهل في كأس آسيا 2019؛   وكان أول مدرب من الجبل الأسود يساعد فريقًا على التأهل لبطولة كبرى. وحقق رادولوفيتش سلسلة مكونة من 16 مباراة دون هزيمة (من 29 مارس 2016 إلى 9 سبتمبر 2018)،  حيث فاز بثمانية مباريات وتعادل بثمانية مباريات أيضًا،  مما جعل المنتخب اللبناني ثاني أكثر منتخب وطني من حيث عدد المباريات بدون هزيمة في ذلك الوقت، بعد إسبانيا بعدد 26. وفي سبتمبر 2018 حقق لبنان أفضل تصنيف له على الإطلاق في الفيفا (المرتبة 77). 

في كأس آسيا 2019 اعتمد لبنان على المغتربين في الخارج، حيث ولد تسعة من لاعبيه الـ 23 الذين تم استدعاؤهم خارج لبنان. بدأ المنتخب الحملة في 9 يناير 2019، بخسارة 2-0 أمام قطر. في الدقيقة 37، حيث سجل علي حمام هدفاً للبنان من ركلة ركنية، لكنها أُلغيت بشكل مثير للجدل بسبب خطأ.  سددت قطر هدفان في الشوط الثاني وضمنت النقاط الثلاث للفريق المنافس. وبعد ثلاثة أيام لعب لبنان مباراته الثانية في البطولة ضد السعودية. حصلت لبنان على نصيبهما الثاني من الخسارة من خلال هذين الهدفين بدون رد.
في المباراة الأخيرة من دور المجموعات ضد كوريا الشمالية في 17 يناير كان لبنان بحاجة لأربعة أهداف للفوز ليتأهل إلى الأدوار الإقصائية. وانتهت المواجهة بالفوز 4-1 بفضل ثنائية هلال الحلوة، مما منح لبنان فوزه الأول على الإطلاق في كأس آسيا. ومع ذلك، فقد خسر أمام فيتنام في المركز الثالث في ترتيب اللعب النظيف. لأنهم تلقوا سبع بطاقات صفراء مقابل خمسة بطاقات تلقاها منتخب فيتنام وخرجوا من المنافسة.
عُين ليفيو تشيوبوتاريو لقيادة التصفيات المشتركة لكأس العالم 2022 وكأس آسيا 2023. وأقيمت مبارياته الأولى في بطولة اتحاد غرب آسيا لكرة القدم 2019، حيث أوقعت القرعة لبنان مع المضيفين العراق وسوريا وفلسطين واليمن. واحتل لبنان المركز الرابع في مجموعته برصيد أربع نقاط بعد فوز وتعادل وهزيمتين. وفي الجولة الثانية من التصفيات المؤهلة لكأس العالم 2022، أوقعت القرعة لبنان مع كوريا الجنوبية، للمرة الثالثة على التوالي،  ومع كوريا الشمالية التي واجهها لبنان في التصفيات والمرحلة النهائية من كأس آسيا 2019،  وتركمانستان وسريلانكا. شارك لبنان في خمس مباريات (انتصاران، تعادلان، وهزيمة واحدة) بين سبتمبر ونوفمبر 2019، قبل أن نُأجل المباريات المتبقية إلى 9 مارس 2020 بسبب جائحة كوفيد-19 في آسيا.

### 2020 إلى الوقت الحاضر: التاريخ الحديث

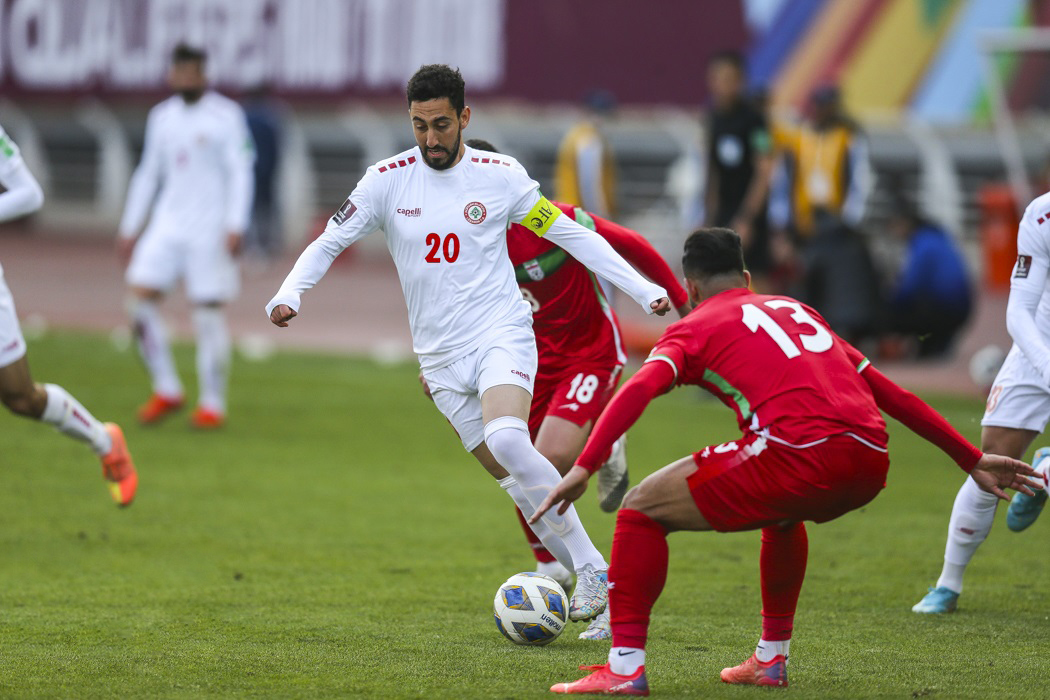
لبنان ضد إيران في تصفيات كأس العالم 2022

عُين كابتن المنتخب الوطني السابق جمال طه مدربًا رئيسيًا في صيف 2020.  انسحبت كوريا الشمالية من تصفيات كأس العالم في مايو 2021، وأبطلت نتائجها السابقة؛ وكان ذلك لصالح لبنان بشكل كبير، حيث كانوا قد حصلوا على نقطة واحدة فقط في مباراتين ضدهم. وعلى الرغم من فوزهم في مباراة واحدة فقط من المباريات الثلاث التالية، إلا أن النتائج الأخرى ذهبت لصالح لبنان وحصلوا على مركز من بين أفضل الوصيفين، مما أدى إلى تأهل لبنان لكأس آسيا 2023 للمرة الثالثة، وإلى الدور النهائي من تصفيات كأس العالم 2022 للمرة الثانية.  خلال الفترة بين سبتمبر 2021 ومارس 2022، شارك لبنان في المجموعة الأولى من الجولة الأخيرة من التصفيات بقيادة المدرب إيفان هاشيك؛ ولعب المنتخب أمام كل من إيران وكوريا الجنوبية والإمارات العربية المتحدة والعراق وسوريا. وحصل على خمس نقاط في المباريات الأربع الأولى (جميعها خارج أرضه)، أبرزها الفوز 3–2 على سوريا، وأُشير إلى الفريق بأنه "مُفاجأة مبكرة"، حيث شارك في المباراة الفاصلة. وتأهل للمركز الثالث باعتباره الفريق الأقل تصنيفًا في الجولة. وفي المباريات الست المتبقية منها مس على أرضه، حصل لبنان على نقطة واحدة فقط واحتل المركز الأخير برصيد ست نقاط. تمت تغطية حملة التصفيات جزئيًا في المسلسل الوثائقي (بالإنجليزية: Captains) الذي أصدرته الفيفا ونتفليكس لتتبع ستة منتخبات وطنية شاركت في تصفيات كأس العالم 2022.

## صورة الفريق

### اللقب
يلقب مُنتخب لبنان بلقب "رجال الأرز" من قبل المعجبين ووسائل الإعلام، نظرًا لكون شجرة الأرز الرمز الوطني للبلاد.

### الأطقم
يرتدي المنتخب الوطني اللون الأحمر كلون أساسي، والأبيض كلون ثانوي.   وتعود هذه الاختيارات إلى ألوان العلم اللبناني (الأحمر والأبيض والأخضر)، وأحيانًا يرتدي حارس المرمى اللون الأخضر. في المباريات التي يخوضها على أرضه، يرتدي لاعبو الفريق قميصًا أحمر اللون، وسروالًا وجوارب حمراء مع تفاصيل بيضاء،  الطقم الاحتياطي عبارة عن زي باللون الأبيض مع تفاصيل حمراء.
خلال مباراته غير الرسمية الأولى في عام 1935، ارتدى منتخب لبنان قمصان بيضاء عليها شجرة الأرز اللبناني واسم الاتحاد على الصدر، وسراويل أسود، وجوارب بيضاء؛ أما حارس المرمى فارتدى قميصًا أسود وسروالًا أبيض.  في عام 1940 بمناسبة أول مباراة لهم ضد فلسطين الانتدابية ارتدى لبنان طقمًا أبيضًا بياقة سوداء، إلى جانب سروال أسود وجوارب مخططة. وخلال ستينيات القرن الماضي ارتدى المنتخب قميصاً أحمر اللون يتوسطه شريط أفقي أبيض اللون، يحتوي في وسطه على شجرة أرز خضراء؛ وكانت السراويل القصيرة بيضاء والجوارب مخططة باللونين الأحمر والأبيض. 

في كأس آسيا 2000 ارتدى لبنان قميص أديداس أحمر اللون مع تفاصيل بيضاء على الجوانب وياقة بيضاء وسروال أبيض وجوارب حمراء.  في كأس آسيا 2019 ارتدى زيًا أحمر من تصنيع شركة "كابيلي سبورت" بتفاصيل بيضاء وياقة بيضاء. ثم أضيف رمز الأرز اللبناني تحت شعار الفريق باللون الأحمر الغامق.  ومنذ عام 2015 تُصنع شركة كابيلي سبورت الزي الرسمي للفريق،  وهي علامة تجارية رياضية أسسها رجل الأعمال ذو الأصل اللبناني جورج ألتيرس.  وتشمل الشركات المصنعة السابقة ديادورا وأديداس. 

### الملعب الرئيسي

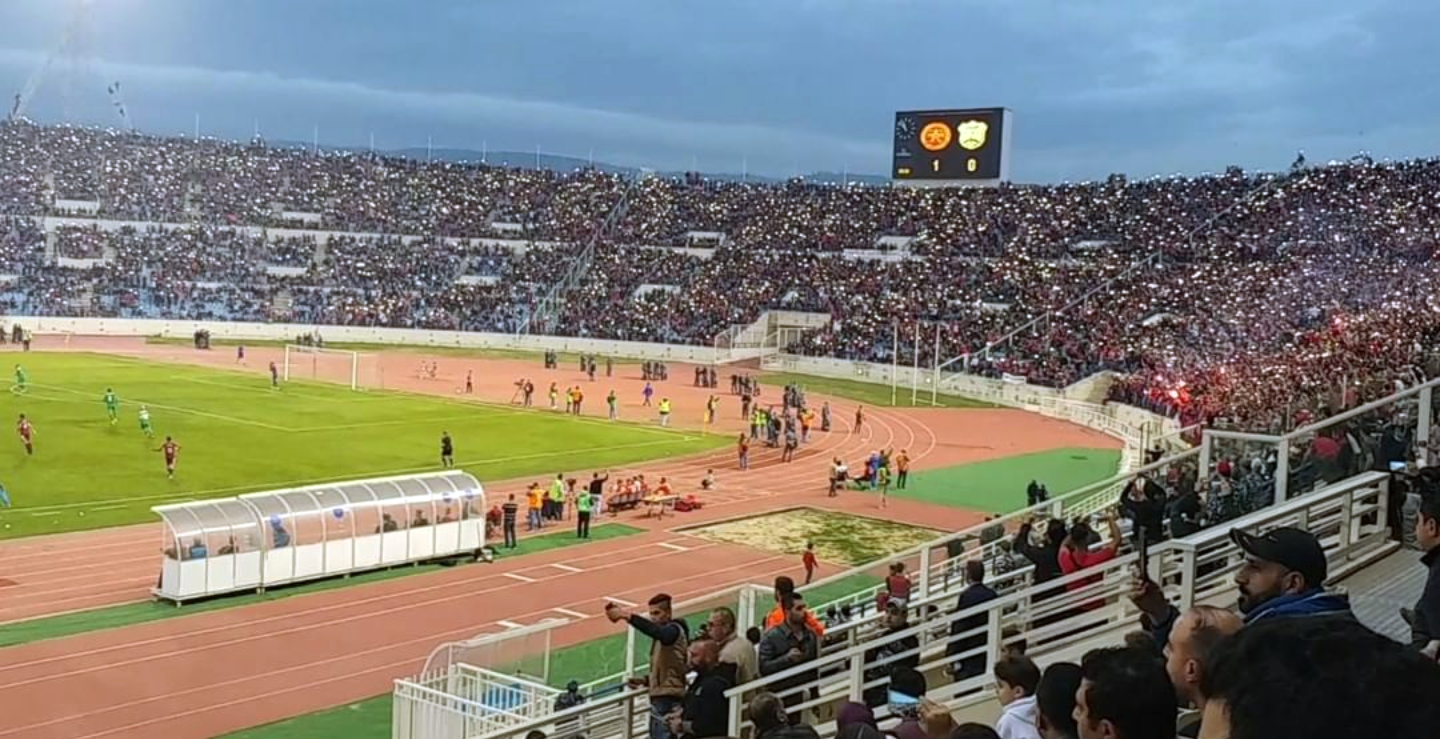
ملعب مدينة كميل شمعون الرياضية عام 2018

يلعب المنتخب اللبناني مبارياته الداخلية في ملاعب مختلفة في جميع أنحاء البلاد. الملعب الرئيسي للفريق هو ملعب مدينة كميل شمعون الرياضية. بني في عام 1957 في عهد كميل شمعون، وهو أكبر ملعب في البلاد بسعة 49.500 مقعد.  كانت المباراة الافتتاحية للبطولة في عام 1957، عندما لعب المنتخب الوطني ضد نادي بترولول بلويشتي وفاز بهدف واحد لصفر سدده جوزيف أبو مراد. وقد كان الملعب الرئيسي المستخدم لاستضافة كأس آسيا 2000 التي أقيمت في لبنان. حيث استضاف ست مباريات من بينها المباراة الافتتاحية والنهائية. في عام 2011 استضاف الملعب المباراة الشهيرة التي انتهت بنتيجة 2-1 على كوريا الجنوبية في تصفيات كأس العالم 2014 مما أدى لتأهل لبنان للدور النهائي من التصفيات للمرة الأولى. وحضر المباراة أكثر من 40 ألف متفرج.
يلعب المنتخب الوطني أيضًا في ملاعب أخرى مثل الملعب البلدي في صيدا، الذي يتسع لـ 22,600 متفرج،  وكان أحد الملاعب التي استضافت كأس آسيا 2000.  ومن الملاعب الأخرى التي يلعب فيها المنتخب الوطني ملعب طرابلس البلدي وملعب بيروت البلدي. 

### الوسائط
أنتجت فيفا سلسلة وثائقية رياضية بعنوان "Captains in 2022" تكونت من ثمانية أجزاء لسرد قصص ستة قادة منتخبات وطنية في حملاتهم التأهيلية لكأس العالم لكرة القدم 2022. وشارك حسن معتوق ممثلاً للبنان في الموسم الأول بجانب تياغو سيلفا (البرازيل)، ولوكا مودريتش (كرواتيا)، وبيير إيميريك أوباميانغ (الغابون)، وأندريه بليك (جامايكا)، وبريان كالتاك (فانواتو). تم إصدار السلسلة على نتفليكس وعُرضت أيضًا على منصة فيفا+ التابعة للاتحاد الدولي لكرة القدم.

## النتائج
اعتبارًا من 1 يوليو 2023 يضم سجل المباريات الرسمية الكاملة لمنتخب لبنان 379 مباراة: 107 فوز، و99 تعادل، و173 خسارة. وسجل الفريق خلال هذه المباريات 452 هدف، واستقبل 577 هدف. وكان أعلى هامش فوز له 10 أهداف ضد الفلبين في عام 1967. أما أطول سلسلة انتصارات فهي 8 انتصارات، وأعلى سجل خالي من الهزائم هو 16 مباراة رسمية متتالية.
فيما يلي قائمة بنتائج المباريات في آخر 12 شهرًا، بالإضافة إلى أي مباريات مستقبلية تمت جدولتها.
  فوز
  انسحاب
  خسارة
  تركيب

### 2022
| 19 نوفمبر 2022 ودية | الكويت                                | 2–0   | لبنان | دبي، الإمارات العربية المتحدة                                                      |
| 19:00 ت ع م+4       | - فيصل زايد 71' (ركلة.) - Bajeyah 83' | تقرير |       | الملعب: ملعب نادي ضباط الشرطة الحكم: Ahmed Eisa Darwish (الإمارات العربية المتحدة) |

| 30 ديسمبر 2022 ودية | الإمارات العربية المتحدة | 1–0   | لبنان | دبي، الإمارات العربية المتحدة                                   |
| 19:30 ت ع م+4       | - Tagliabúe 79'          | تقرير |       | الملعب: استاد آل مكتوم الحكم: Qasim Matar Al Hatmi (سلطنة عمان) |

### 2023
| 27 مارس 2023 ودية | عمان                   | 2–0   | لبنان | مسقط، سلطنة عمان                   |
| 22:00 ت ع م+4     | - عصام الصبحي 27'، 80' | تقرير |       | الملعب: مجمع السلطان قابوس الرياضي |

| 9 يونيو 2023 كأس إنتركونتيننتال 2023 | لبنان                                                    | 3–1   | فانواتو      | بوبانسوار، الهند                                 |
| 16:30 ت ع م+5:30                     | - نادر مطر 59' - حسن كوراني 72' - كريم درويش 85' (ركلة.) | تقرير | - Welwel 61' | الملعب: ملعب كالينغا الحكم: Harish Kundu (الهند) |

| 12 يونيو 2023 كأس إنتركونتيننتال 2023 | منغوليا | 0–0   | لبنان | بوبانسوار، الهند                                           |
| 16:30 ت ع م+5:30                      |         | تقرير |       | الملعب: ملعب كالينغا الحكم: Ramachandran Venkatesh (الهند) |

| 15 يونيو 2023 كأس إنتركونتيننتال 2023 | الهند | 0–0   | لبنان | بوبانسوار، الهند                                         |
| 19:30 ت ع م+5:30                      |       | تقرير |       | الملعب: ملعب كالينغا الحكم: Javiz Mohamed (جزر المالديف) |

| 18 يونيو 2023 كأس إنتركونتيننتال 2023 | الهند                                         | 2–0   | لبنان | بوبانسوار، الهند                                                |
| 19:30 ت ع م+5:30                      | - سونيل تشيتري 46' - لاليانزوالا تشاهنجتي 65' | تقرير |       | الملعب: ملعب كالينغا الحضور: 12,600 الحكم: Virendha Rai (بوتان) |

| 22 يونيو 2023 كأس جنوب آسيا 2023 | لبنان                             | 2–0   | بنغلاديش | بنغالور، الهند                                         |
| 15:30 ت ع م+5:30                 | - حسن معتوق 80' - خلـيل بدر 90+6' | تقرير |          | الملعب: ملعب سري كانتيرافا الحكم: Crystal John (الهند) |

| 25 يونيو 2023 كأس جنوب آسيا 2023 | بوتان                 | 1–4   | لبنان                                                                | بنغالور، الهند             |
| 19:30 ت ع م+5:30                 | - تشينتشو غيلتشين 79' | تقرير | - محمد عمر صادق 11' - علي الحاج 23' - خلـيل بدر 35' - مهدي الزين 43' | الملعب: ملعب سري كانتيرافا |

| 28 يونيو 2023 كأس جنوب آسيا 2023 | لبنان           | 1–0   | المالديف | بنغالور، الهند                                          |
| 15:30 ت ع م+5:30                 | - حسن معتوق 23' | تقرير |          | الملعب: ملعب سري كانتيرافا الحكم: Pema Tshewang (بوتان) |

| 1 يوليو 2023 كأس جنوب آسيا 2023   | لبنان        | 0–0 (ب.و.إ.) (2–4 ج)                  | الهند | بنغالور، الهند                                                               |
| 19:30 ت ع م+5:30                  |              | تقرير                                 |       | الملعب: ملعب سري كانتيرافا الحضور: 19640 الحكم: Hussain Sinan (جزر المالديف) |
|                                   | ركلات الجزاء |                                       |       |                                                                              |
| - Maatouk - Shour - Sadek - Bader |              | - Chhetri - A. Ali ‏ - Mahesh - Udanta |       |                                                                              |

| 7 سبتمبر 2023 كأس الملوك 2023 | تايلاند | v | لبنان | تشيانغ مي، تايلاند                |
| 20:30 ت ع م+7                 |         |   |       | الملعب: 700th Anniversary Stadium |

| 10 سبتمبر 2023 كأس الملوك 2023 | لبنان | v | العراق / الهند | تشيانغ مي، تايلاند                |
| --:-- ت ع م+7                  |       |   |                | الملعب: 700th Anniversary Stadium |

| 12 أكتوبر 2023 ودية | الجبل الأسود | v | لبنان | Montenegro |
| --:--               |              |   |       |            |

| 16 نوفمبر 2023 تصفيات كأس العالم 2026 | لبنان | v | فلسطين |  |
| --:--                                 |       |   |        |  |

| 21 نوفمبر 2023 تصفيات كأس العالم 2026 | المالديف / بنغلاديش | v | لبنان |  |
| --:--                                 |                     |   |       |  |

### 2024
| 12 يناير 2024 كأس آسيا 2023 | قطر | v | لبنان | لوسيل، قطر          |
| 19:30 ت ع م+3               |     |   |       | الملعب: استاد لوسيل |

| 17 يناير 2024 كأس آسيا 2023 | لبنان | v | الصين | الدوحة، قطر           |
| 14:30 ت ع م+3               |       |   |       | الملعب: استاد الثمامة |

| 22 يناير 2024 كأس آسيا 2023 | طاجيكستان | v | لبنان | الدوحة، قطر           |
| 18:00 ت ع م+3               |           |   |       | الملعب: استاد الثمامة |

| 21 مارس 2024 تصفيات كأس العالم 2026 | أستراليا | v | لبنان |  |
| --:--                               |          |   |       |  |

| 26 مارس 2024 تصفيات كأس العالم 2026 | لبنان | v | أستراليا |  |
| --:--                               |       |   |          |  |

| 6 يونيو 2024 تصفيات كأس العالم 2026 | فلسطين | v | لبنان |  |
| --:--                               |        |   |       |  |

| 11 يونيو 2024 تصفيات كأس العالم 2026 | لبنان | v | المالديف / بنغلاديش |  |
| --:--                                |       |   |                     |  |

## اللاعبين

### الفريق الحالي
تم استدعاء اللاعبين التالية أسماؤهم للمعسكر التدريبي الذي أقيم في بانكوك، تايلاند. المعلومات صحيحة حتى 30 أغسطس 2023:
| الرقم | المركز | اللاعب         | تاريخ الميلاد (العمر) | لعب | سجل | النادي                         |
| ----- | ------ | -------------- | --------------------- | --- | --- | ------------------------------ |
| 1     | حارس   | مهدي خليل      | 19 سبتمبر 1991        | 52  | 0   | النادي الفيصلي                 |
|       | حارس   | مصطفى مطر      | 10 سبتمبر 1995        | 16  | 0   | نادي العهد                     |
| 23    | حارس   | أنطوان الدويهي | 18 مارس 1999          | 1   | 0   | نادي السلام زغرتا              |
|       |        |                |                       |     |     |                                |
| 6     | دفاع   | حسين علي زين   | 27 يناير 1995         | 25  | 0   | نادي العهد                     |
|       | دفاع   | قاسم الزين     | 2 ديسمبر 1990         | 32  | 0   | نادي النجمة                    |
|       | دفاع   | ماهر صبرا      | 14 يناير 1992         | 17  | 1   | نادي النجمة                    |
|       | دفاع   | عبد الله مغربي | 14 أغسطس 1995         | 0   | 0   | نادي النجمة                    |
|       |        |                |                       |     |     |                                |
| 5     | وسط    | مهدي الزين     | 23 مايو 2000          | 13  | 1   | نادي النجمة                    |
| 12    | وسط    | حسن سرور       | 18 ديسمبر 2001        | 6   | 0   | نادي العهد                     |
| 14    | وسط    | نادر مطر       | 12 مايو 1992          | 62  | 3   | نادي الأنصار                   |
| 16    | وسط    | وليد شور       | 10 يونيو 1996         | 14  | 0   | نادي العهد                     |
| 20    | وسط    | حسن كوراني     | 22 يناير 1995         | 8   | 1   | نادي النجمة                    |
| 22    | وسط    | علي طنيش       | 16 يوليو 1992         | 8   | 0   | نادي الأنصار                   |
|       | وسط    | باسل جرادي     | 6 يوليو 1993          | 17  | 1   | بانكوك يونايتد                 |
|       | وسط    | محمد حيدر      | 8 نوفمبر 1989         | 81  | 4   | نادي العهد                     |
|       | وسط    | ماجد عثمان     | 9 يونيو 1994          | 3   | 0   | ديوا يونايتد ‏                  |
|       | وسط    | جهاد أيوب      | 30 مارس 1995          | 7   | 0   | بيرسيريكاتان سيباكبولا سليمان ‏ |
|       |        |                |                       |     |     |                                |
| 7     | هجوم   | حسن معتوق      | 10 أغسطس 1987         | 109 | 23  | نادي الأنصار (قائد الفريق)     |
|       | هجوم   | دانييل لحود    | 22 يناير 1999         | 3   | 0   | نادي أتلانتي                   |
| 9     | هجوم   | كريم درويش     | 2 نوفمبر 1998         | 15  | 1   | نادي العهد                     |
| 10    | هجوم   | علي الحاج      | 2 فبراير 2001         | 8   | 1   | نادي العهد                     |
|       | هجوم   | هلال الحلوة    | 24 نوفمبر 1994        | 44  | 9   | نادي البرج                     |
|       | هجوم   | سوني سعد       | 17 أغسطس 1992         | 30  | 7   | نادي بينانق                    |

### الاستدعاءات الأخيرة
اللاعبون التاليون كانوا جزءًا من التشكيلة الوطنية خلال الـ 12 شهرًا الماضية، ولكنهم ليسوا جزءًا من التشكيلة الحالية.
| المركز    | اسم اللاعب           | تاريخ الميلاد (العمر) | لعب | سجل | النادي          | الردود المتأخرة                          |
| --------- | -------------------- | --------------------- | --- | --- | --------------- | ---------------------------------------- |
| حارس مرمى | علي السبع            | 24 يونيو 1994         | 8   | 0   | نادي النجمة     | الهند، بطولة جنوب آسيا لكرة القدم        |
|           |                      |                       |     |     |                 |                                          |
| مدافع     | خليل خميس            | 12 يناير 1995         | 3   | 0   | نادي العهد      | عمان، 27 مارس 2023                       |
| مدافع     | محمد باقر الحسيني    | 8 ديسمبر 2002         | 2   | 0   | نادي البرج      | عمان، 27 مارس 2023                       |
| مدافع     | عبد الرزاق الدكرمنجي | 22 فبراير 2001        | 3   | 0   | نادي طرابلس     | الهند، بطولة جنوب آسيا لكرة القدم        |
| مدافع     | مكسيم عون            | 4 مارس 2001           | 3   | 0   | نادي الأنصار    | الهند، بطولة جنوب آسيا لكرة القدم        |
| مدافع     | محمد الحايك          | 19 فبراير 2000        | 5   | 0   | نادي البرج      | الهند، بطولة جنوب آسيا لكرة القدم        |
| مدافع     | سعيد عواضة           | 7 نوفمبر 1992         | 1   | 0   | نادي النجمة     | عمان، 27 مارس 2023                       |
| مدافع     | أندرو صوايا          | 30 أبريل 2000         | 1   | 0   | نادي الصفاء     | عمان، 27 مارس 2023                       |
| مدافع     | روبير ملكي           | 14 نوفمبر 1992        | 24  | 0   | نادي الأنصار    | الإمارات العربية المتحدة، 30 ديسمبر 2022 |
| مدافع     | نور منصور            | 22 أكتوبر 1989        | 63  | 2   | نادي العهد      | الكويت، 19 نوفمبر 2022                   |
| مدافع     | نصار نصار            | 1 يناير 1992          | 13  | 0   | نادي الأنصار    | مخيم تدريبي، نوفمبر 2022                 |
|           |                      |                       |     |     |                 |                                          |
| لاعب وسط  | محمد علي دهيني       | 1 مارس 1994           | 24  | 0   | نادي تريليبورج ‏ | الهند، بطولة جنوب آسيا لكرة القدم        |
| لاعب وسط  | جورج ملكي            | 23 يوليو 1994         | 30  | 1   | نادي العهد      | الهند، بطولة جنوب آسيا لكرة القدم        |
| لاعب وسط  | علي شعيتو            | 5 أكتوبر 2002         | 1   | 0   | نادي البرج      | الهند، بطولة جنوب آسيا لكرة القدم        |
| مهاجم     | محمد ناصر ‏           | 16 أكتوبر 2001        | 0   | 0   | نادي الصفاء     | مخيم تدريبي، مايو 2023                   |
| مهاجم     | محمد قدوح            | 10 يوليو 1997         | 25  | 6   | نادي الصفاء     | عمان، 27 مارس 2023                       |
| مهاجم     | غابرييل بيطار        | 23 أغسطس 1998         | 1   | 0   | Vancouver FC    | الإمارات العربية المتحدة، 30 ديسمبر 2022 |
| مهاجم     | فضل عنتر             | 13 نوفمبر 1995        | 4   | 0   | شباب الساحل     | مخيم تدريبي، سبتمبر 2022                 |
| مهاجم     | محمد عمر صادق        | 25 أكتوبر 2003        | 5   | 1   | نادي النجمة     | الهند، بطولة جنوب آسيا لكرة القدم        |
| مهاجم     | علي مرقباوي          | 19 ديسمبر 2000        | 6   | 0   | نادي البرج      | الهند، بطولة جنوب آسيا لكرة القدم        |
| مهاجم     | خلـيل بدر            | 27 يوليو 1999         | 10  | 2   | نادي النجمة     | الهند، بطولة جنوب آسيا لكرة القدم        |
| مهاجم     | زين فران             | 21 يوليو 1999         | 10  | 0   | نادي العهد      | الهند، بطولة جنوب آسيا لكرة القدم        |

## السجلات الفردية
آخر تحديث 1 يوليو 2023.
اللاعبون بالخط العريض ما زالوا نشطين مع لبنان.

### اللاعبون الأكثر مشاركة

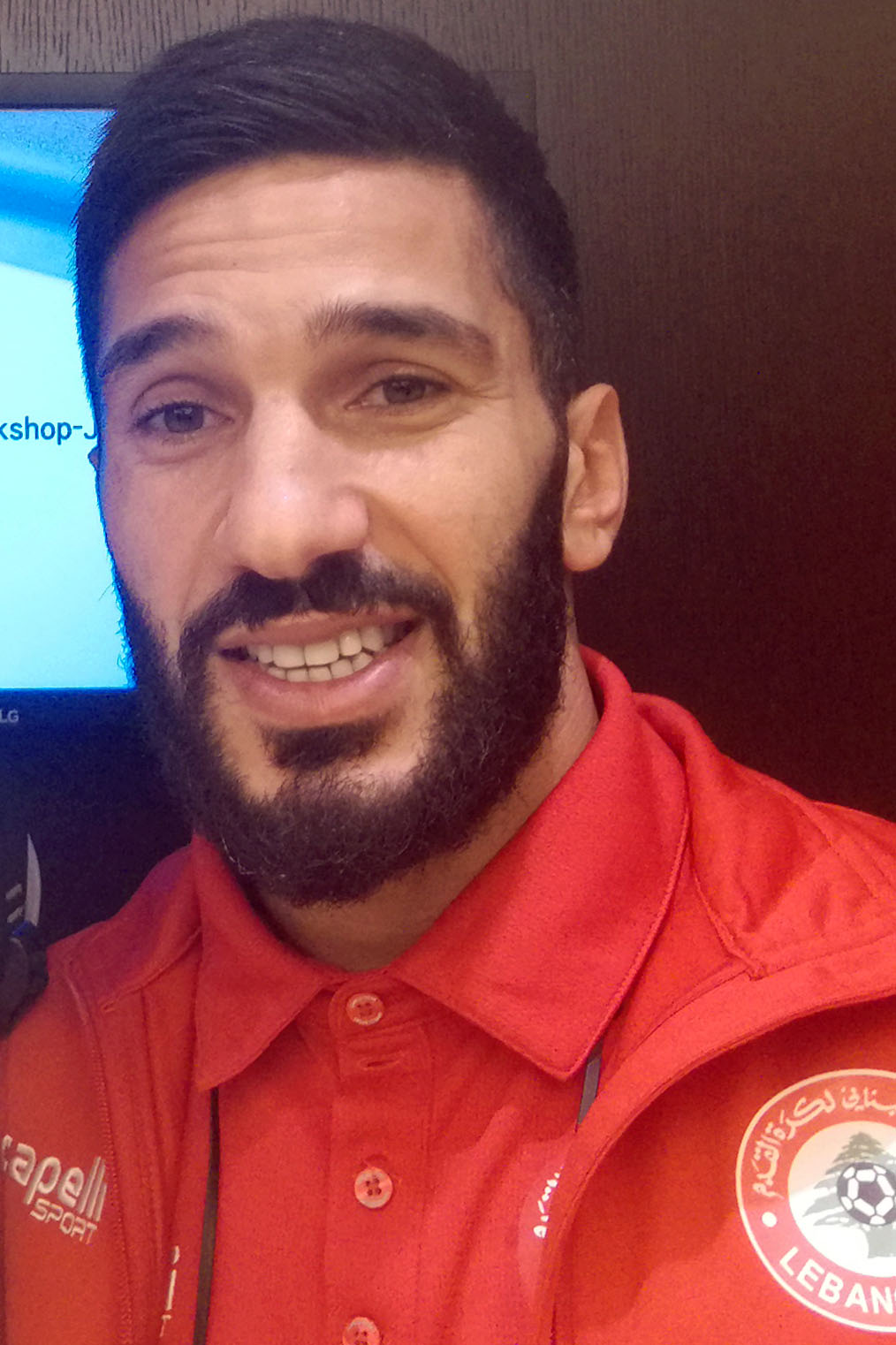
حسن معتوق هو الهداف التاريخي للبنان واللاعب الأكثر مشاركة.

| التصنيف | اللاعب          | ظهور | أهداف | الفترة    |
| ------- | --------------- | ---- | ----- | --------- |
| 1       | حسن معتوق       | 109  | 23    | 2006–الآن |
| 2       | عباس أحمد عطوي  | 88   | 8     | 2002–2016 |
| 3       | رضا عنتر        | 82   | 20    | 1998–2016 |
| 4       | يوسف محمد       | 81   | 3     | 1999–2016 |
| 4       | محمد حيدر       | 81   | 4     | 2011–الآن |
| 6       | جمال طه         | 71   | 12    | 1993–2000 |
| 7       | وليد إسماعيل    | 69   | 1     | 2010–2019 |
| 8       | وارطان غازاريان | 66   | 21    | 1995–2001 |
| 9       | نور منصور       | 63   | 2     | 2010–الآن |
| 9       | حسن شعيتو       | 63   | 6     | 2011–2021 |

### أفضل الهدافين

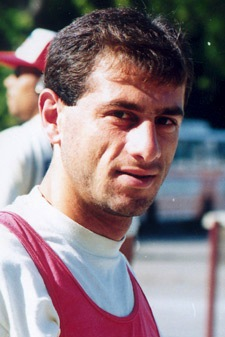
وارطان غازاريان كان هداف منتخب لبنان، قبل أن يتفوق عليه حسن معتوق في عام 2023.

| التصنيف | اللاعب            | أهداف | ظهور | متوسط | الفترة    |
| ------- | ----------------- | ----- | ---- | ----- | --------- |
| 1       | حسن معتوق (قائمة) | 23    | 109  | 0.21  | 2006–الآن |
| 2       | وارطان غازاريان   | 21    | 66   | 0.32  | 1995–2001 |
| 3       | رضا عنتر          | 20    | 82   | 0.24  | 1998–2016 |
| 4       | محمد غدار         | 19    | 46   | 0.41  | 2006–2017 |
| 5       | ليون ألتونيان     | 18    | 18   | 1     | 1956–1967 |
| 6       | هيثم زين          | 17    | 50   | 0.34  | 1997–2004 |
| 7       | محمود العلي       | 12    | 46   | 0.67  | 2007–2012 |
| 7       | جمال طه           | 12    | 71   | 0.17  | 1993–2000 |
| 9       | مارديك تشاباريان  | 10    | 10   | 1     | 1956–1963 |
| 9       | جوزيف أبو مراد    | 10    | 21   | 0.48  | 1953–1967 |

## السجل التنافسي
| نظرة عامة                               | نظرة عامة    | نظرة عامة | نظرة عامة |
| المناسبة                                | المركز الأول | الثاني    | الثالث    |
| --------------------------------------- | ------------ | --------- | --------- |
| كأس العالم                              | 0            | 0         | 0         |
| كأس آسيا                                | 0            | 0         | 0         |
| كأس العرب                               | 0            | 0         | 1         |
| بطولة اتحاد غرب آسيا                    | 0            | 0         | 0         |
| كرة القدم في الألعاب الأولمبية الصيفية  | 0            | 0         | 0         |
| كرة القدم في الألعاب الآسيوية           | 0            | 0         | 0         |
| كرة القدم في دورة الألعاب العربية       | 0            | 0         | 2         |
| كرة القدم في ألعاب البحر الأبيض المتوسط | 0            | 0         | 1         |

### كأس العالم
شُكِّل الاتحاد اللبناني لكرة القدم عام 1933، ورغم ذلك لم يشارك منتخب لُبنان إلّا في تصفيات كأس العالم 1986، وخاض أربع مباريات وانسحب بسبب الحرب الأهلية وأُلغيت نتائجه فيما بعد. في عام 1994 وبعد نُسختين خاض منتخب لبنان أول حملة تصفيات كاملة، إذ احتلَّ المركز الثالث في مجموعته بفوزين وأربع تعادلات وخسارتين. مُنذ ذلك الحين، يشارك لبنان في كل تصفيات كأس العالم.
كان مُنتخب لبنان قريب من التأهل لكأس العالم خلال تصفيات 2014. بعد فوزه على بنغلاديش 4-2 في مجموع المباراتين في الجولة الثانية، تأهل لبنان إلى الدور الثالث، حيث تعادل مع كوريا الجنوبية والكويت والإمارات العربية المتحدة. حقق المنتخب فوزًا تاريخيًا على كوريا الجنوبية بنتيجة 2-1 على أرضه، وحل في المركز الثاني في مجموعته وتأهل إلى الدور الرابع (الأخير) لأول مرة في تاريخه. في المجموعة مع إيران وكوريا الجنوبية وأوزبكستان وقطر، احتلَّ منتخب لبنان المركز الأخير في المجموعة الأولى وأُقصيَ بعد أن حقق فوزًا وحيدًا وتعادلين في ثماني مُباريات.
  البطل    المركز الثاني    المركز الثالث  
| كأس العالم    | كأس العالم                        | كأس العالم      | كأس العالم      | كأس العالم      | كأس العالم      | كأس العالم      | كأس العالم      | كأس العالم      | كأس العالم      |                                         | التأهل          | التأهل          | التأهل          | التأهل          | التأهل          | التأهل          | التأهل     | التأهل |
| السنة         | المضيف                            | الجولة          | لعب             | فاز             | تعادل           | خسر             | له              | عليه            | فريق            | مركز                                    | لعب             | فاز             | تعادل           | خسر             | له              | عليه            | مصدر       |        |
| 1930 إلى 1982 | 1930 إلى 1982                     | لم يشارك        | لم يشارك        | لم يشارك        | لم يشارك        | لم يشارك        | لم يشارك        | لم يشارك        | لم يشارك        | لم يشارك                                | لم يشارك        | لم يشارك        | لم يشارك        | لم يشارك        | لم يشارك        | لم يشارك        | —          |        |
| 1986          | المكسيك                           | انسحب           | انسحب           | انسحب           | انسحب           | انسحب           | انسحب           | انسحب           | انسحب           | انسحب                                   | انسحب           | انسحب           | انسحب           | انسحب           | انسحب           | انسحب           | [ en 96 ]  |        |
| 1990          | إيطاليا                           | لم يشارك        | لم يشارك        | لم يشارك        | لم يشارك        | لم يشارك        | لم يشارك        | لم يشارك        | لم يشارك        | لم يشارك                                | لم يشارك        | لم يشارك        | لم يشارك        | لم يشارك        | لم يشارك        | لم يشارك        | —          |        |
| 1994          | الولايات المتحدة                  | لم يتأهل        | لم يتأهل        | لم يتأهل        | لم يتأهل        | لم يتأهل        | لم يتأهل        | لم يتأهل        | لم يتأهل        | الثالث من 5                             | 8               | 2               | 4               | 2               | 8               | 9               | [ en 97 ]  |        |
| 1998          | فرنسا                             | لم يتأهل        | لم يتأهل        | لم يتأهل        | لم يتأهل        | لم يتأهل        | لم يتأهل        | لم يتأهل        | لم يتأهل        | الثاني من 3                             | 4               | 1               | 1               | 2               | 4               | 7               | [ en 98 ]  |        |
| 2002          | كوريا الجنوبية · اليابان          | لم يتأهل        | لم يتأهل        | لم يتأهل        | لم يتأهل        | لم يتأهل        | لم يتأهل        | لم يتأهل        | لم يتأهل        | الثاني من 4                             | 6               | 4               | 1               | 1               | 26              | 5               | [ en 99 ]  |        |
| 2006          | ألمانيا                           | لم يتأهل        | لم يتأهل        | لم يتأهل        | لم يتأهل        | لم يتأهل        | لم يتأهل        | لم يتأهل        | لم يتأهل        | الثاني من 4                             | 6               | 3               | 2               | 1               | 11              | 5               | [ en 100 ] |        |
| 2010          | جنوب إفريقيا                      | لم يتأهل        | لم يتأهل        | لم يتأهل        | لم يتأهل        | لم يتأهل        | لم يتأهل        | لم يتأهل        | لم يتأهل        | الأول، الرابع                           | 8               | 1               | 1               | 6               | 9               | 17              | [ en 101 ] |        |
| 2014          | البرازيل                          | لم يتأهل        | لم يتأهل        | لم يتأهل        | لم يتأهل        | لم يتأهل        | لم يتأهل        | لم يتأهل        | لم يتأهل        | فوز الجولة الثانية، الثاني من 4، الخامس | 16              | 5               | 3               | 8               | 17              | 28              | [ en 102 ] |        |
| 2018          | روسيا                             | لم يتأهل        | لم يتأهل        | لم يتأهل        | لم يتأهل        | لم يتأهل        | لم يتأهل        | لم يتأهل        | لم يتأهل        | الثاني من 5                             | 8               | 3               | 2               | 3               | 12              | 6               | [ en 103 ] |        |
| 2022          | قطر                               | لم يتأهل        | لم يتأهل        | لم يتأهل        | لم يتأهل        | لم يتأهل        | لم يتأهل        | لم يتأهل        | لم يتأهل        | الثاني من 5، السادس                     | 16              | 4               | 4               | 8               | 16              | 21              | [ en 104 ] |        |
| 2026          | كندا · المكسيك · الولايات المتحدة | سوف يتم تحديدها | سوف يتم تحديدها | سوف يتم تحديدها | سوف يتم تحديدها | سوف يتم تحديدها | سوف يتم تحديدها | سوف يتم تحديدها | سوف يتم تحديدها | سوف يتم تحديدها                         | سوف يتم تحديدها | سوف يتم تحديدها | سوف يتم تحديدها | سوف يتم تحديدها | سوف يتم تحديدها | سوف يتم تحديدها |            |        |
| الإجمالي      | الإجمالي                          |                 | 0               | 0               | 0               | 0               | 0               | 0               | —               | 0/22                                    | 72              | 23              | 18              | 31              | 103             | 98              |            |        |

### كأس آسيا

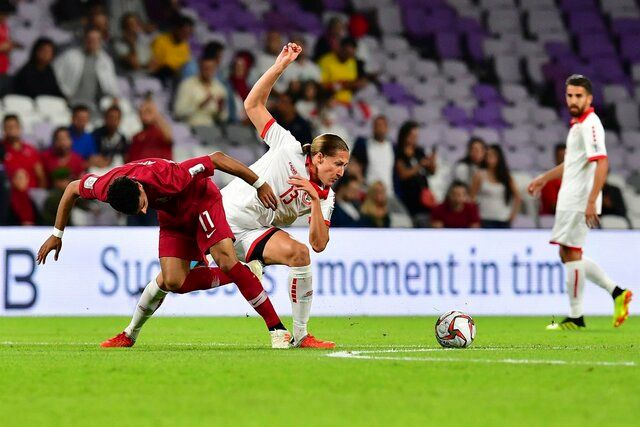
مباراة لبنان وقطر في كأس آسيا 2019

كانت حملة تأهل لبنان الأولى لكأس آسيا في نسخة عام 1972؛ حيث جاء لبنان في المجموعة الثانية بالمنطقة الغربية، وتمكن من الوصول إلى المرحلة التالية بفضل فوزه بنتيجة 3-2 على سوريا. في مباراة نصف النهائي المقررة ضد العراق، خسر لبنان بنتيجة 4-1 وتم إقصاؤه من الكأس. وفاز لبنان في مباراة تحديد المركز الثالث ضد الأردن.
في نسخة 2000 شارك لبنان لأول مرة في النهائيات حين استضافت البلاد الحدث. بعد الهزيمة 4-0 في المباراة الافتتاحية أمام إيران، تمكن لبنان من تعديل النتيجة وتحقيق تعادل 2-2 ضد العراق؛ وأصبح عباس شحرور أول هدافي لبنان في البطولة. تعادل لبنان مرة أخرى 1-1 ضد تايلاند وتم الإقصاء من البطولة بعدما احتل المركز الأخير في المجموعة.
بعد الانتهاء من المرحلة الثالثة من التصفيات في 2019 دون هزيمة، تأهل لبنان إلى كأس آسيا للمرة الأولى في تاريخه. وفي النهائيات خسر المباراة الأولى في دور المجموعات 2-0 أمام قطر،  ثم خسر مرة أخرى بنفس النتيجة أمام المملكة العربية السعودية. وفي المباراة النهائية للمجموعة، كان على لبنان تحقيق فوز بأربعة أهداف أو أكثر على كوريا الشمالية للتأهل إلى مرحلة خروج المغلوب. وعلى الرغم من استقبال هدف مبكر من ركلة حرة، فقد واصل لبنان الفوز بالمباراة 4-1 بفضل ثنائية هلال الحلوة. ومع ذلك فقد خسروا أمام فيتنام في المركز الثالث بسبب حصولهم على المزيد من البطاقات الصفراء، وخرجوا من المنافسة.
  البطل   المركز الثاني   المركز الثالث
| كأس آسيا      | كأس آسيا                         | كأس آسيا        | كأس آسيا | كأس آسيا | كأس آسيا | كأس آسيا | كأس آسيا | كأس آسيا | كأس آسيا |                              | التصفيات          | التصفيات          | التصفيات          | التصفيات          | التصفيات          | التصفيات          | التصفيات   | التصفيات |
| السنة         | المضيف                           | الجولة          | لعب      | فاز      | تعادل    | خسر      | له       | عليه     | فريق     | مركز                         | لعب               | فاز               | تعادل             | خسر               | له                | عليه              | مصدر       |          |
| 1956 إلى 1968 | 1956 إلى 1968                    | لم يشارك        | لم يشارك | لم يشارك | لم يشارك | لم يشارك | لم يشارك | لم يشارك | لم يشارك | لم يشارك                     | لم يشارك          | لم يشارك          | لم يشارك          | لم يشارك          | لم يشارك          | لم يشارك          | —          |          |
| 1972          | تايلاند                          | لم يتأهل        | لم يتأهل | لم يتأهل | لم يتأهل | لم يتأهل | لم يتأهل | لم يتأهل | لم يتأهل | الثاني، خسر نصف النهائي      | 3                 | 1                 | 0                 | 2                 | 4                 | 7                 | [ en 15 ]  |          |
| 1976          | إيران                            | انسحب           | انسحب    | انسحب    | انسحب    | انسحب    | انسحب    | انسحب    | انسحب    | انسحب                        | انسحب             | انسحب             | انسحب             | انسحب             | انسحب             | انسحب             | [ en 110 ] |          |
| 1980          | الكويت                           | لم يتأهل        | لم يتأهل | لم يتأهل | لم يتأهل | لم يتأهل | لم يتأهل | لم يتأهل | لم يتأهل | الثالث                       | 3                 | 1                 | 1                 | 1                 | 2                 | 1                 | [ en 111 ] |          |
| 1984          | سنغافورة                         | انسحب           | انسحب    | انسحب    | انسحب    | انسحب    | انسحب    | انسحب    | انسحب    | انسحب                        | انسحب             | انسحب             | انسحب             | انسحب             | انسحب             | انسحب             | [ en 112 ] |          |
| 1988          | قطر                              | لم يشارك        | لم يشارك | لم يشارك | لم يشارك | لم يشارك | لم يشارك | لم يشارك | لم يشارك | لم يشارك                     | لم يشارك          | لم يشارك          | لم يشارك          | لم يشارك          | لم يشارك          | لم يشارك          | —          |          |
| 1992          | اليابان                          | لم يشارك        | لم يشارك | لم يشارك | لم يشارك | لم يشارك | لم يشارك | لم يشارك | لم يشارك | لم يشارك                     | لم يشارك          | لم يشارك          | لم يشارك          | لم يشارك          | لم يشارك          | لم يشارك          | —          |          |
| 1996          | الإمارات العربية المتحدة         | لم يتأهل        | لم يتأهل | لم يتأهل | لم يتأهل | لم يتأهل | لم يتأهل | لم يتأهل | لم يتأهل | الثاني                       | 4                 | 2                 | 1                 | 1                 | 7                 | 6                 | [ en 113 ] |          |
| 2000          | لبنان                            | مرحلة المجموعات | 3        | 0        | 2        | 1        | 3        | 7        | تشكيلة   | تأهل بصفته المضيف            | تأهل بصفته المضيف | تأهل بصفته المضيف | تأهل بصفته المضيف | تأهل بصفته المضيف | تأهل بصفته المضيف | تأهل بصفته المضيف | [ en 114 ] |          |
| 2004          | الصين                            | لم يتأهل        | لم يتأهل | لم يتأهل | لم يتأهل | لم يتأهل | لم يتأهل | لم يتأهل | لم يتأهل | الثالث                       | 6                 | 1                 | 1                 | 4                 | 2                 | 8                 | [ en 115 ] |          |
| 2007          | إندونيسيا ماليزيا تايلاند فيتنام | انسحب           | انسحب    | انسحب    | انسحب    | انسحب    | انسحب    | انسحب    | انسحب    | انسحب                        | انسحب             | انسحب             | انسحب             | انسحب             | انسحب             | انسحب             | [ en 116 ] |          |
| 2011          | قطر                              | لم يتأهل        | لم يتأهل | لم يتأهل | لم يتأهل | لم يتأهل | لم يتأهل | لم يتأهل | لم يتأهل | فوز الجولة التمهيدية، الرابع | 8                 | 2                 | 1                 | 5                 | 8                 | 14                | [ en 29 ]  |          |
| 2015          | أستراليا                         | لم يتأهل        | لم يتأهل | لم يتأهل | لم يتأهل | لم يتأهل | لم يتأهل | لم يتأهل | لم يتأهل | الثالث                       | 6                 | 2                 | 2                 | 2                 | 12                | 14                | [ en 117 ] |          |
| 2019          | الإمارات العربية المتحدة         | مرحلة المجموعات | 3        | 1        | 0        | 2        | 4        | 5        | تشكيلة   | الثاني، الأول                | 14                | 8                 | 3                 | 3                 | 26                | 10                | [ en 118 ] |          |
| 2023          | قطر                              | تأهل            | تأهل     | تأهل     | تأهل     | تأهل     | تأهل     | تأهل     | تأهل     | الثاني                       | 6                 | 3                 | 1                 | 2                 | 11                | 8                 |            |          |
| الإجمالي      | الإجمالي                         | مرحلة المجموعات | 6        | 1        | 2        | 3        | 7        | 12       | —        | 3/18                         | 50                | 20                | 10                | 20                | 72                | 68                | —          |          |

### كأس العرب

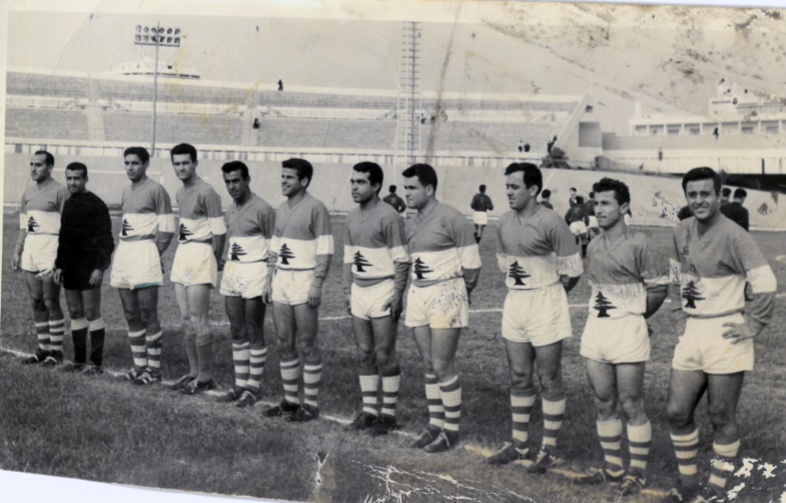
لبنان في كأس العرب 1963

شارك لبنان في جميع نسخ كأس العرب، باستثناء نسختي 1985 و1992. واستضافوا النسخة الافتتاحية عام 1963 ضمن مجموعة تضم تونس وسوريا والكويت والأردن. بعد فوزه على الكويت 6–0 عبر ثلاثية مارديك تشاباريان،  خسر لبنان 3–2 أمام سوريا، ثم فاز 5–0 على الأردن. وفي مباراة حاسمة ضد تونس سجل محيي الدين عيتاني هدفا في مرماه، وخسر لبنان 1-0 واحتل المركز الثالث. واحتل لبنان المركز الرابع في النسختين التاليتين 1964،  و1966،  ومنذ ذلك الحين لم يجتاز مرحلة المجموعات.

### بطولة اتحاد غرب آسيا لكرة القدم
باستثناء نسختي 2008 و2010، شارك لبنان في جميع بطولات اتحاد غرب آسيا لكرة القدم؛ لكنه لم يتأهل إلى مرحلة ما بعد دور المجموعات في جميع الأحوال. كانت مشاركتهم الأولى في بطولة اتحاد غرب آسيا لكرة القدم في عام 2000،  وفي النسخة الافتتاحية تعادل مع العراق والمضيف الأردن وقيرغيزستان، واحتل المركز الثالث في مجموعته بفوز واحد وتعادل واحد وخسارة واحدة.

### الألعاب الأولمبية الصيفية
شارك لبنان لأول مرة في الألعاب الأولمبية الصيفية في روما 1960. ولم يتأهل إلى البطولة النهائية للألعاب الأولمبية الصيفية إطلاقًا، وفي المشاركة الأولى في 1960 خسر أول مباراتين في دور المجموعات أمام العراق، ثم انسحب ومُنحت المباراتين المتبقيتين للفريق المنافس تركيا. شارك لبنان في تصفيات عامي 1968،  و1972،  وفشل في التأهل إلى البطولة النهائية في كلتا المناسبتين. ابتداءً من نسخة عام 1992 تم تخصيص بطولة كرة القدم الأولمبية للمنتخبات الوطنية تحت 23 عامًا. 

### الألعاب الآسيوية
شارك المنتخب اللبناني الأول لكرة القدم مرة واحدة فقط في دورة الألعاب الآسيوية، في بانكوك 1998. بفضل الفوز بنتيجة 5-1 على كمبوديا، تأهل لبنان إلى الدور التمهيدي وتم وضعه مع قطر وتايلاند وكازاخستان في الجولة الثانية. وبعد هزيمتين بنتيجة 1-0 على التوالي أمام قطر وتايلاند على التوالي، فاز لبنان 3-0 على كازاخستان في مواجهتهما الأخيرة في دور المجموعات. ومع ذلك، لم تكن النقاط الثلاث كافية لتأهل لبنان إلى دور الـ 16.

### الألعاب العربية
بعد المشاركة في النسخة الافتتاحية للألعاب العربية، في الإسكندرية عام 1953، استضاف لبنان نسخة عام 1957. بعدما تصدر المجموعة التي ضمت سوريا والمملكة العربية السعودية والأردن، ووصل إلى الدور نصف النهائي حيث خسر بنتيجة 4-2 أمام تونس. ونظرًا لانسحاب المغرب من مباراة تحديد المركز الثالث، فقد أنهى لبنان البطولة في المركز الثالث. حقق لبنان أيضًا المركز الثالث في عام 1997، مرة أخرى كمضيف. وبتعادلين وفوز واحد حقق المركز الثاني في مجموعته وتأهل إلى الدور نصف النهائي الذي خسره بعد الوقت الإضافي أمام سوريا. وحقق المركز الثالث بعد فوزه على الكويت 3-1.

### ألعاب البحر الأبيض المتوسط
كانت أول مشاركة للبنان في دورة ألعاب البحر الأبيض المتوسط في عام 1959،  عندما استضاف الحدث. وخسر في كل من مباراتي الذهاب والأياب أمام إيطاليا وتركيا، وحصل على المركز الأخير بدون نقاط. شارك أيضًا في عامي 1963 و1987،  وفشل في التأهل لمرحلة ما بعد مرحلة المجموعات في كلتا المناسبتين.

### بطولات أخرى
فاز لبنان بأول بطولة له - وإن كانت غير رسمية - في بطولة معرض طرابلس عام 1964؛ بثلاثة انتصارات وتعادل واحد، حيث أحرز المركز الأول في مجموعة تضم ليبيا والمغرب والسودان ومالطا. وفي 1998 شارك لبنان في بطولة الصداقة في دولة الإمارات العربية المتحدة، حيث أحرز المركز الثالث من أصل أربعة، بعد تعادلين وهزيمة. كما أحرز لبنان المركز الثالث في كأس الملك 2009 في تايلاند، وبعد خسارته أمام أصحاب الأرض في نصف النهائي، فاز على كوريا الشمالية في مباراة تحديد المركز الثالث.
| المناسبة                            | الجولة          | مرجع       |
| ----------------------------------- | --------------- | ---------- |
| بطولة معرض طرابلس 1964              | البطل           | [ en 137 ] |
| كأس القنيطرة 1974                   | مرحلة المجموعات | [ en 138 ] |
| كأس رئيس الدولة 1975                | مرحلة المجموعات | [ en 139 ] |
| كأس رئيس الدولة 1978                | مرحلة المجموعات | [ en 140 ] |
| كأس السلام والصداقة 1989            | مرحلة المجموعات | [ en 141 ] |
| بطولة الصداقة 1998                  | المركز الثالث   | [ en 135 ] |
| كأس الملك 2009                      | المركز الثالث   | [ en 136 ] |
| كأس نهرو 2009                       | مرحلة المجموعات | [ en 142 ] |
| كأس الانتركونتيننتال 2023           | الوصيف          | [ en 143 ] |
| كأس اتحاد جنوب آسيا لكرة القدم 2023 | نصف النهائي     | [ en 144 ] |
| كأس الملك 2023                      | لم يتم تحديدها  |            |
| البطل الثاني الثالث                 |                 |            |

## المواجهات المباشرة ضد المنتخبات الأخرى
| الخصم                    | لعب | فوز | تعادل | خسارة | له | عليه | فارق الاهداف |
| ------------------------ | --- | --- | ----- | ----- | -- | ---- | ------------ |
| الجزائر                  | 0   | 0   | 1     | 0     | 2  | 2    | 0            |
| أرمينيا                  | 1   | 0   | 0     | 1     | 0  | 1    | –1           |
| أستراليا                 | 1   | 0   | 0     | 1     | 0  | 3    | –3           |
| البحرين                  | 13  | 2   | 6     | 5     | 17 | 18   | –1           |
| بنغلاديش                 | 2   | 1   | 0     | 1     | 4  | 2    | +2           |
| بلغاريا                  | 1   | 0   | 0     | 1     | 2  | 3    | –1           |
| كمبوديا                  | 1   | 1   | 0     | 0     | 5  | 1    | +4           |
| الصين                    | 5   | 0   | 1     | 4     | 1  | 13   | –12          |
| قبرص                     | 2   | 1   | 0     | 1     | 1  | 2    | –1           |
| الإكوادور                | 1   | 1   | 0     | 0     | 1  | 0    | +1           |
| مصر                      | 6   | 0   | 1     | 5     | 2  | 17   | –15          |
| إستونيا                  | 1   | 1   | 0     | 0     | 2  | 0    | +2           |
| الغابون                  | 1   | 0   | 1     | 0     | 0  | 0    | 0            |
| جورجيا                   | 7   | 2   | 0     | 0     | 7  | 4    | +3           |
| هونغ كونغ                | 2   | 1   | 1     | 0     | 4  | 3    | +1           |
| الهند                    | 5   | 3   | 2     | 0     | 11 | 6    | +5           |
| إيران                    | 9   | 1   | 1     | 7     | 2  | 25   | –23          |
| العراق                   | 20  | 1   | 6     | 13    | 7  | 45   | –38          |
| الأردن                   | 31  | 10  | 13    | 8     | 24 | 27   | –3           |
| كازاخستان                | 2   | 2   | 0     | 0     | 5  | 1    | +4           |
| الكويت                   | 31  | 7   | 9     | 15    | 33 | 52   | –19          |
| قرغيزستان                | 2   | 1   | 1     | 0     | 3  | 1    | +2           |
| لاوس                     | 2   | 2   | 0     | 0     | 9  | 0    | +9           |
| ليبيا                    | 7   | 5   | 0     | 2     | 12 | 10   | +2           |
| مدغشقر                   | 1   | 1   | 0     | 0     | 2  | 1    | +1           |
| المالديف                 | 4   | 4   | 0     | 0     | 14 | 3    | +11          |
| مالطا                    | 4   | 2   | 1     | 1     | 3  | 1    | +2           |
| موريتانيا                | 1   | 0   | 1     | 0     | 0  | 0    | 0            |
| المكسيك                  | 1   | 0   | 0     | 1     | 1  | 7    | –6           |
| المغرب                   | 3   | 1   | 0     | 2     | 2  | 5    | –3           |
| ميانمار                  | 1   | 1   | 0     | 0     | 2  | 0    | +2           |
| ناميبيا                  | 1   | 0   | 1     | 0     | 1  | 1    | 0            |
| نيوزيلندا                | 1   | 0   | 1     | 0     | 1  | 1    | 0            |
| كوريا الشمالية           | 5   | 3   | 1     | 1     | 4  | 5    | –1           |
| النرويج                  | 1   | 0   | 1     | 0     | 0  | 0    | 0            |
| عمان                     | 9   | 3   | 3     | 3     | 11 | 10   | +1           |
| باكستان                  | 3   | 3   | 0     | 0     | 17 | 2    | +15          |
| فلسطين                   | 3   | 1   | 0     | 2     | 4  | 6    | –2           |
| الفلبين                  | 1   | 1   | 0     | 0     | 3  | 0    | +3           |
| قطر                      | 10  | 0   | 1     | 9     | 3  | 31   | –28          |
| السعودية                 | 4   | 2   | 4     | 0     | 16 | 15   | +1           |
| السنغال                  | 1   | 1   | 0     | 0     | 3  | 2    | +1           |
| سنغافورة                 | 4   | 1   | 1     | 2     | 4  | 6    | –2           |
| سلوفاكيا                 | 1   | 1   | 0     | 0     | 2  | 1    | +1           |
| سريلانكا                 | 3   | 2   | 0     | 1     | 12 | 4    | +8           |
| السودان                  | 3   | 0   | 2     | 1     | 2  | 4    | –2           |
| سوريا                    | 2   | 3   | 3     | 14    | 18 | 38   | –20          |
| تايلاند                  | 7   | 2   | 2     | 3     | 15 | 12   | +3           |
| تونس                     | 4   | 1   | 1     | 2     | 5  | 7    | –2           |
| تركيا                    | 1   | 0   | 0     | 1     | 0  | 1    | –1           |
| تركمانستان               | 2   | 2   | 0     | 0     | 4  | 1    | +3           |
| أوغندا                   | 1   | 0   | 0     | 1     | 0  | 2    | –2           |
| الإمارات العربية المتحدة | 11  | 1   | 4     | 6     | 11 | 21   | –10          |
| أوزبكستان                | 4   | 0   | 2     | 2     | 2  | 6    | –4           |
| فيتنام                   | 4   | 1   | 2     | 1     | 4  | 4    | 0            |
| اليمن                    | 2   | 2   | 0     | 0     | 6  | 3    | +3           |

## وصلات خارجية
- الموقع الرسمي
- نبذة عن فريق الفيفا
- عن الاتحاد اللآسيوي لكرة القدم بلبنان
- نبذة عن فريق اتحاد غرب آسيا لكرة القدم
- فريق إيلو اللبناني
- قائمة بيانات المنتخب من الموقع الرسمي للفيفا باللغة العربية